# Steiner Bertalan
Steiner Bertalan (1881. október 20. – 1914. szeptember 1.) válogatott labdarúgó, fedezet. Az első világháborúban elsőként esett el a válogatott labdarúgók közül.

## Pályafutása

### Klubcsapatban
Az óbudai 33 FC labdarúgója volt, ahol 1902-ben bronzérmes lett a csapattal. NB. I-es mérkőzéseinek száma: 7

### A válogatottban
1902-ben a magyar labdarúgó-válogatott első hivatalos mérkőzésén szerepelt a nemzeti tizenegyben.

### Játékvezetés
NB. I-es mérkőzések száma: 4 (1903-ban)

## Sikerei, díjai
- Magyar bajnokság
  - 3.: 1902

## Statisztika

### Mérkőzése a válogatottban
| Magyarország | Magyarország      | Magyarország    | Magyarország | Magyarország | Magyarország | Magyarország | Magyarország | Magyarország |
| #            | Dátum             | Helyszín        | Hazai        | Eredmény     | Vendég       | Kiírás       | Gólok        | Esemény      |
| ------------ | ----------------- | --------------- | ------------ | ------------ | ------------ | ------------ | ------------ | ------------ |
| 1.           | 1902. október 12. | Bécs, WAC-pálya | Ausztria     | 5 – 0        | Magyarország | barátságos   | -            |              |
|              | Összesen          |                 |              | 1            | mérkőzés     |              | 0            | gól          |